# Văn học Thụy Điển

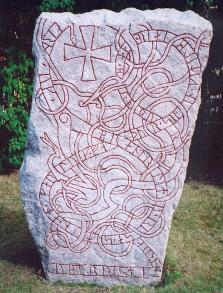
Đá khắc chữ Rune

Văn học Thụy Điển bắt đầu từ hòn đá khắc chữ Rune ở Rök và bao gồm nhiều nhà văn nổi tiếng như August Strindberg, Esaias Tegnér, Selma Lagerlöf và Astrid Lindgren.

## Thời kỳ Trung cổ và Liên minh Kalmer (1100 – 1527)
Nếu như không kể đến những hòn đá khắc chữ Rune thì các luật lệ của từng vùng từ thế kỷ 13 thuộc về các tác phẩm văn học lâu đời nhất của Thụy Điển. Cùng với việc đạo Thiên Chúa lan truyền rộng rãi, một nền văn học mang tính chất tôn giáo hình thành bao gồm các bài thánh ca và các bản dịch thuật từng phần từ trong Kinh Thánh. Trong thế kỷ 14 văn học trong triều đình từ phía Nam lan truyền đến Thụy Điển. Cũng trong thời gian này 3 quyển tiểu thuyết viết về hiệp sĩ (Eufemiavisor) được dịch ra tiếng Thụy Điển và cùng với Erikskrönika (Biên niên sử Erik) một biên niên sử hình thành, nhiều phần là có động cơ chính trị thúc đẩy, miêu tả cuộc đấu tranh giành quyền lực vào khoảng năm 1300. Nhà văn nữ quan trọng nhất của thời kỳ Trung Cổ là Thánh Birgitta, người trong quyển Himmelska uppenbarelser (Thiên Giáng) đã diễn tả các mơ ước của bà và đả kích lại những người đối nghịch với bà trong giới chính trị cũng như trong nhà thờ. Cũng nên nhắc đến các bài ca ballad phổ thông tại Bắc Âu, những bài ca đã tiếp tục tồn tại như sử thi nhân dân và có ảnh hưởng đến truyền thống dân tộc cho đến thế kỷ 20.

## Phong trào Cải cách và thời gian là cường quốc (1527 – 1721)

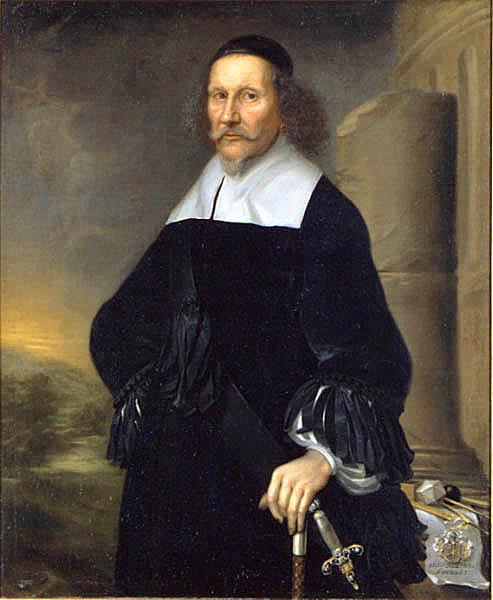
Georg Stiernhielm

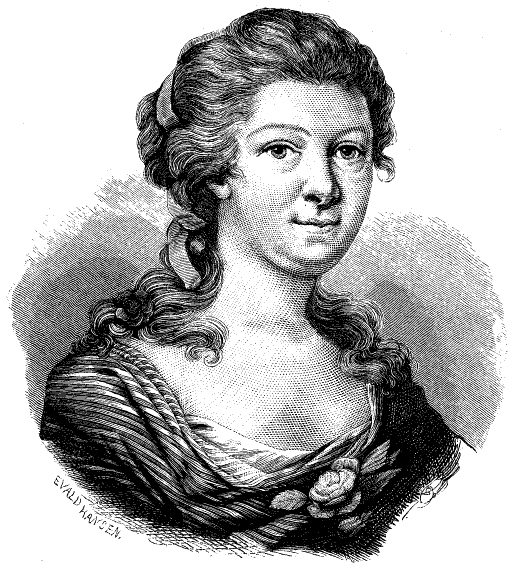
Hedvig Charlotta Nordenflycht

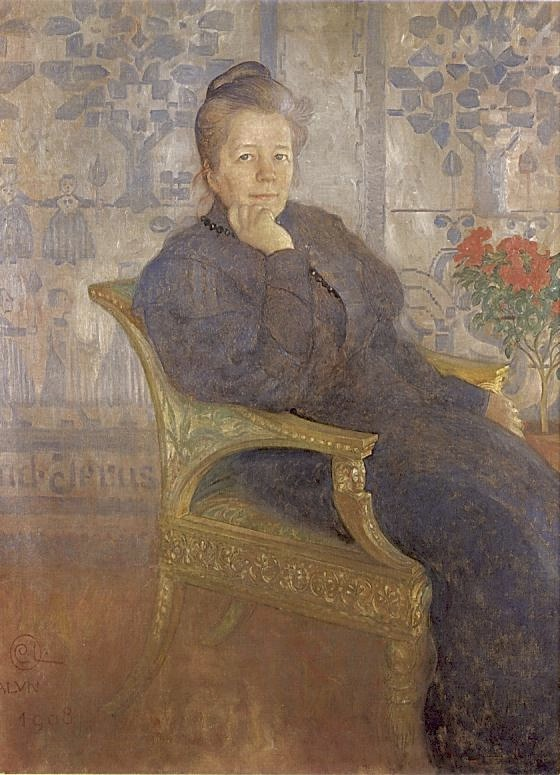
Selma Lagerlöf, tranh vẽ của Carl Larsson (1909)

Vào đầu thời kỳ này nền tảng cho một tiếng Thụy Điển thống nhất hình thành. Năm 1541 bản dịch mới của quyển Kinh Thánh được xuất bản, và chỉ với những thay đổi nhỏ, bản dịch này đã được xuất bản cho đến năm 1917. Đi theo Phong trào Cải cách, văn học mang tính chất tôn giáo chiếm lĩnh ưu thế trong suốt cả giai đoạn này.
Mãi đến thế kỷ 17 văn học của Thời kỳ Phục hưng mới bắt đầu tại Thụy Điển. Người đại diện chính là Lars Wivallius, một trong những người bịp bợm lớn nhất của thế kỷ. Thơ của ông bắt nguồn từ những bài thơ có vần điệu trong dân gian, mang dấu ấn của tình yêu thiên nhiên và tự do. Ngược lại Georg Stierhielm đã cố gắng xây dựng một thể loại thơ Thụy Điển bằng cách mô phỏng theo Thời kỳ Cổ đại. Thiên anh hùng ca Hercules (1658) của ông đã có ảnh hưởng đến một loạt những người đi sau.

## Trường phái Cổ điển, Thời kỳ Khai sáng và Tiền Lãng mạn (1721 – 1809)
Số đầu tiên của tờ tuần báo đạo đức Thụy Điển đầu tiên, Then swänska Argus, được phát hành vào năm 1732. Người phát hành là Olof Dalin, người với tờ báo này chủ yếu hướng về một giới bạn đọc là những người thường dân. Dalin đã có một sự nghiệp sáng chói như là thi sĩ trong triều đình. Thơ của ông chịu nhiều ảnh hưởng của Trường phái Cổ điển từ nước Pháp. Trong số những người cùng thời với Dalin nổi bật là Hedvig Charlota Nordenflycht, người cũng là đối thủ cạnh tranh mạnh nhất của ông. Thơ của bà một phần mang tính cá nhân hơn và có nhiều tình cảm hơn, một phần mang dấu ấn của cuộc đấu tranh cho các quyền trí thức của phụ nữ.
Ca sĩ Carl Michael Bellmann đã tự đặt mình vào một vị trí riêng biệt bằng các bài ca có lối kết hợp độc đáo giữa lời và nhạc, các bài ca mà vẫn còn tồn tại cho đến ngày nay.
Hai đại diện nổi tiếng nhất của Thời kỳ Khai sáng là Johan Henric Kellgren và người đi sau ông là bà Anna Maria Lenngren. Cả hai đều có một giới đọc giả rộng lớn vì họ đều là nhân viên của tờ báo Stockholms Posten, cơ quan của Phong trào Khai sáng. Đặc biệt là Kellgren đã bảo vệ Phong trào Khai sáng trước những người của Trường phái Tiền Lãng mạn chịu ảnh hưởng của Ossian, Rousseau và Goethe như Bengt Lidner.

## Trường phái Lãng mạn và Trường phái Hiện thực (1809 – 1970)
Trong năm 1810 Polyfem tại Stockholm và Phosphoros tại Uppsala, 2 tờ báo văn học, bắt đầu được phát hành, có khuynh hướng đối nghịch lại với Trường phái Cổ điển trong phạm vi của Viện Hàn lâm Thụy Điển và vì thế đã giúp Trường phái Lãng mạn thành công. Per Daniel Atterbom trong nhóm Uppsala trở thành một trong những người đại diện quan trọng nhất của Trường phái Lãng mạn. Người bạn và đồng thời là giáo sư đồng nghiệp của Atterbom, Erik Gustaf Geijer, và người sau ông là Esaias Tegnér là những người đại diện cho một trường phái lãng mạn quốc gia, trường phái tìm lại Bắc Âu cổ điển trong lịch sử. Với bài thơ Vikingen Geijer đã đưa hình ảnh của những người Viking đi vào văn học và đã trở thành mẫu mực cho Frithiofs saga của Tegnér cũng như cho một loạt các tác phẩm sau đó. Nhà thơ tình lớn nhất của Thời kỳ Lãng mạn là Erik Johan Stagneliu, người qua đời khi vừa 30 tuổi và tầm quan trọng của ông chỉ được dần dần nhận ra sau khi ông qua đời. Các quyển tiểu thuyết đầu tiên cũng xuất hiện trong Thời kỳ Lãng mạn, đáng kể nhất là quyển tiểu thuyết Drottningens juvelsmycke (Châu báu của hoàng hậu) của Carl Jonas Love Almqvist.
Almqvist phát hành quyển tiểu thuyết Det går an 5 năm sau đó, năm 1839, đặt dấu hỏi về thể chế của hôn nhân, miêu tả hai người chung sống với nhau mà không qua lễ trong nhà thờ. Quyển tiểu thuyết này đã chấm dứt đột ngột sự nghiệp nhân viên nhà nước của Almqvist và là một thí dụ cho bước ngoặt trong văn học đi đến Trường phái Hiện thực, trường phái thích hợp hơn để mang lại ánh sáng văn học cho các câu hỏi về xã hội. Các nhà văn viết tiểu thuyết thành công nhất trong thời gian này là 3 người phụ nữ: Fredika Bremer, Sophie von Knorring và Emilie Flygare-Carlén, mà trong đó đặc biệt là Fredika Bremer đã đánh dấu các nỗ lực giải phóng người phụ nữ thông qua các tác phẩm văn học của bà, thí dụ như trong quyển tiểu thuyết Hertha. Chấm dứt thời kỳ này là Viktor Rydberg, người mà văn của ông đã biểu lộ lòng tin về các lý tưởng của cuộc Cách mạng Pháp và của Chủ nghĩa Tự do. Quyển tiểu thuyết Den siste Athenaren (Người Athen cuối cùng) của ông là một lời phê bình mạnh mẽ về đạo Thiên Chúa giáo điều.

## Trường phái Tự nhiên và thời chuyển tiếp thế kỷ (1870 – 1914)
August Strindberg và Selma Lagerhöf là 2 nhà văn nổi bật nhất của thời gian này. Quyển tiểu thuyết Röda rummet (Căn phòng màu đỏ) năm 1879 đã mở đường thành công cho Strindberg. Sau đó ông viết một loạt các tác phẩm nhỏ và hướng về sân khấu. Với Fadren (Cha) năm 1887 và Fröken Julie (Người con gái tên Julie) năm 1888 ông đã đạt đến giới bạn đọc quốc tế, cũng như là với các tác phẩm sau đó: Ett drömspel (Cuộc chơi trong mơ - 1902) và Spöksonate (Bản sonat ma quỷ - 1907). Người đoạt giải Nobel văn chương, bà Selma Lagerhöf, đi đến giới công khai bằng tác phẩm Gösta Berlings saga. Tác phẩm Nils Holgerssons underbara resa genom Sverige (Cuộc hành trình kỳ diệu của Nils Holgerssons đi qua Thụy Điển) trong thời gian 1906-1907 đã được viết như một quyển sách giáo dục và là một trò chơi với địa lý. Quyển truyện lịch sử của Verner von Heidenstam, Svenskarna och deras hövdingar (Thụy Điển và các tù trưởng của Thụy Điển), cũng là một quyển sách cho trường học, được phát hành 2 năm sau đó. Cùng với Gustav Fröding, Verner von Heidenstam là một trong những nhà thơ tình quan trọng nhất của thập niên 1890.
Các tác phẩm của Hjalmar Söderberg mang dấu ấn của một tầng lớp người bi quan nhưng lại hết sức độc đáo về phong cách. Những người anh hùng của ông chính là những kẻ trộm ngày đã mất hết hy vọng. Förvillelser (Hỗn loạn - 1895) là tác phẩm đầu tay của ông, Doktor Glas là kiệt tác đầu tiên của ông và Den allvarsamma liken (Trò chơi nghiêm chỉnh - 1912) là một trong những quyển tiểu thuyết tình yêu cổ điển của văn học Thụy Điển.

## Trong hai cuộc thế chiến (1914 – 1945)
Văn học sau năm 1914 hướng về các đề tài xã hội nhiều hơn trước. Văn học công nhân và việc miêu tả tầng lớp trung lưu mang tính chất phê phán dựa trên kinh nghiệm tự trải và mang nhiều tính tự truyện trong hai thập niên 1920 và 1930. Sigfrid Siwertz, Elin Wägner và Hjalmar Bergman miêu tả nước Thụy Điển đương thời đang chuyển đổi từ một xã hội nông nghiệp sang một xã hội công nghiệp. Sigfrid Siwertz miêu tả trong quyển tiểu thuyết Selambs (Gia đình Selam) các hình thức khác nhau của tính ích kỷ phi xã hội, Elin Wägner trong Norrtullsligan viết về người phụ nữ hiện đại có việc làm và trong Pennskafet (Cái quản bút) là cuộc đấu tranh vì quyền bầu cử của phụ nữ, Hjalmar Berman, thí dụ như trong Makurells in Wadköping, là xã hội trung lưu chật hẹp của một thành phố Thụy Điển nhỏ. Các nhà văn xuất thân từ tầng lớp tiểu nông và công nhân, thường là những người tự học, miêu tả trong các quyển tiểu thuyết mang nhiều tính tự truyện cảnh nghèo khổ của những tầng lớp mà họ xuất thân. Trong số tác giả này có Vilhelm Moberg, miêu tả cuộc đấu tranh của người tiểu nông chống lại thời kỳ mới, nhưng trước nhất trở thành nổi tiếng là nhờ vào bộ tiểu thuyết về những người di dân (Utvandrarna, Invandrarna, Nybyggarna và Sista brevet till Sverige), Ivar Lo-Johansson và Jan Fridegård miêu tả cuộc sống đen tối của những người mướn đất và Moa Martinson viết về những ngày thường cực nhọc của người nữ công nhân trong nhà máy.
Đại diện cho dòng thơ tình hiện đại với ảnh hưởng của Trường phái Biểu hiện, Trường phái Tương lai và Trường phái Siêu thực là Pär Lagerkvist với Ångest (Sợ hãi) đánh dấu sự khởi đầu của thơ tình hiện đại Thụy Điển, Birger Sjöberg, người đã nổi tiếng trước đó với Fridas Visor (Những bài ca của Frida) mang tính phổ thông và điền viên, Artur Lundkvist và Harry Martinson, cũng là 2 tác giả của tập thơ Fem unga (Năm bạn trẻ) xuất bản năm 1929. Nhiều nhà thơ tình khác tiếp theo họ như Karin Boye với dòng thơ mang dấu ấn của Chủ nghĩa Xã hội và phân tích tâm lý hay Gunnar Ekelöf, người triệt để nhất của thời hiện đại.
Diễn biến chính trị ở Đức cũng để lại dấu vết trong văn học Thụy Điển. Dưới ấn tượng của Chủ nghĩa Xã hội Quốc gia Pär Lagerkvist đã các quyển tiểu thuyết Bödeln (Đao phủ - 1933) và Dvärgen (Chú lùn - 1944) lột trần những xấu xa của con người. Eyvind Johson trong bộ tiểu thuyết Krillon đã đứng vào vị trí chống lại Chủ nghĩa Xã hội Quốc gia.

## Sau Chiến tranh thế giới thứ hai (sau 1945)
Trong những thập niên đầu tiên sau Chiến tranh thế giới thứ hai, trường phái hiện đại hình thành trong văn học Thụy Điển. Nhiều vấn đề cơ bản được giải quyết dưới hình thức hỗn độn và mang tính thí nghiệm, đặc biệt là trong thơ tình. Erik Lindegren, Karl Vennberg, Werner Aspenström, Elsa Grave và Rut Hillarp thuộc về thế hệ nhà thơ này. Đại diện cho văn xuôi ngay sau chiến tranh là Lars Ahlin, người theo một thẩm mỹ chống Trường phái Tự nhiên và Stig Dageman với các quyển tiểu thuyết xoay quanh đề tài về lỗi lầm và sợ hãi. Thế nhưng dòng tiểu thuyết thực tiễn vẫn tiếp tục tồn tại bên cạnh những thí nghiệm này, thí dụ như Sara Lidman miêu tả cuộc sống người nông dân tại Norrland trong quyển tiểu thuyết đầu tay của bà (Tjädalen), hay Per Anders Fogelström diễn tả cuộc sống của thành phố lớn như trong Sommaren med Monika (Những mùa hè với Monika - 1951).
Giữa thập niên 1960 là một bước ngoặt trong văn học Thụy Điển. Một ý thức chính trị thế giới mới đòi hỏi một nền văn học phê phán xã hội. Tiểu thuyết mang tính tài liệu và các bài viết không có hư cấu như các bài tường thuật hay phóng sự đạt đến đỉnh cao. Per Olov Enquist viết quyển tiểu thuyết mang tính tài kiệu Legionärerna về việc trục xuất người Balt từ Thụy Điển sang Liên bang Xô viết. Jan Myrdal đưa ra một Rapport från en kinesisk (Tường thuật từ một làng ở Trung Quốc). Các nhà văn khác như Pär Westberg và Sara Lidmna viết về tình trạng thế giới bên ngoài. Đầu thập niên 1970 các vấn đề chính trị trong nước cũng được cập nhật mà đặc biệt là vấn đề về phụ nữ thí dụ như Gun-Britt Sundström trong För Lydia (Cho Lydia) và Inger Alfvén trong Dotter till en dotter (Con gái của một người con gái).
Trong thập niên 1970 thể loại tiểu thuyết mang tính sử thi trở về trong văn học Thụy Điển. Trong các bộ tiểu thuyết nhiều tập, nhiều vùng đất khác nhau đang trong sự biến đổi giữa cũ và mới được miêu tả lại. Sven Delblanc miêu tả vùng nông thôn Södermanland trong Hedebysvit, Häxringarna (Những chiếc nhẫn của phù thủy) của Kersit Ekman bắt đầu cho dòng tiểu thuyết về vùng Södermanland vào cuối thế kỷ 19 và Sara Lidman đã trở về quê hương của bà qua văn học với bộ tiểu tuyết 5 tập Jernbaeepos (Trường ca tàu hỏa) về việc chinh phục vùng đất Västerbotten trong thế kỷ 19. Göran Tunström miêu tả trong các tiểu thuyết Prästungen (Con của mục sư) và Juloratoriet vùng đất Värmland.
Lars Norén với bi kịch gia đình Model att döda (Can đảm để giết người) năm 1980 đã trở thành nhà viết bi kịch quan trọng nhất của những thập niên kế tiếp.
Stig Larsson đi vào giới công khai trong thập niên 1980 với một văn xuôi hậu hiện đại, như trong tiểu thuyết Autisterna. Trong cùng thời gian này truyền thống kể chuyện thi sử vẫn giữ được vị trí trong văn học mà các đại diện là Torgny Lindgren (Ormens väg på hälleberget và Hummelhonung), Per Olov Enquist (Musikanternas uttåg và Livläkarens besök) và Kerstin Ekman với bộ tiều thuyết 3 tập Vargskinner (Bộ lông sói) của bà.

## Tiểu thuyết hình sự
Cho đến thời gian của Chiến tranh thế giới thứ hai dòng tiểu thuyết hình sự Thụy Điển chịu nhiều ảnh hưởng của mẫu mực nước ngoài. Mãi đến sau Chiến tranh thế giới thứ hai tiểu thuyết hình sự mới bắt đầu dựa trên một môi trường xã hội Thụy Điển tự nhiên. Trong thập niên 1960 Maj Sjöwall và Per Wahlö bắt đầu hợp tác mà kết quả là một tập truyện bao gồm 10 quyển thành công trên thế giới: Om ett brott (Về một tội phạm). Các quyển tiểu thuyết của họ cũng có một chiều hướng chính trị rõ rệt. Tiếp theo sau đó ngày càng có nhiều nhà văn hướng về thể loại tiểu thuyết hình sự. Trong số những người này Henning Mankell có một vị trí quan trọng, các quyển tiểu thuyết của ông đều xảy ra tại Skåne.

## Văn học thiếu nhi
Thời kỳ nở rộ đầu tiên của văn học thiếu nhi Thụy Điển là vào khoảng 1900. Elsa Beskow, Anna Maria Ross và Anna Wahlenberg là các nữ đại diện quan trọng nhất. Năm 1945 Astrid Lindgren bắt đầu thành công với Pipi Långstrump (Pipi tất dài). Với quyển Pipi Långstrum Astrid Lindgren đã giải phóng văn học thiếu nhi ra khỏi gánh nặng của một chủ nghĩa đạo đức chật hẹp. Trong văn học thiếu nhi của bà, Astrid cũng thường tìm đến các câu hỏi về cuộc sống và tồn tại như sống và chết trong Bröderna Lejonhjärta, can đảm và sợ hãi trong Mio, min Mio (Mio, Mio của tôi), mâu thuẫn thế hệ trong Ronja Rövardotter. Những nhà văn đổi mới trong các thập niên tiếp theo đó là Maria Gripe, Gunnel Linde, Inge och Lasse Sandberg, Sven Nordqvist và nhiều người khác.

## Những người Thụy Điển đoạt Giải thưởng Nobel Văn chương
- Selma Lagerlöf 1909
- Verner von Heidenstam 1916
- Erik Axel Karlfeldt 1931
- Pär Lagerkvist 1951
- Eyvind Johnson và
- Harry Martinson 1971